# PDQ39 questionnaire
PDQ-39 (Parkinson's Disease Questionnaire-39) - це опитувальник, призначений для оцінки якості життя пацієнтів з хворобою Паркінсона. Цей опитувальник складається з 39 питань, які охоплюють такі аспекти життя, як мобільність, активність, емоційний стан, здатність до роботи та соціальне функціонування.
PDQ-39 був розроблений для використання як інструмент для виявлення проблем, з якими зіткнулися пацієнти з хворобою Паркінсона у повсякденному житті. Це допомагає медичним працівникам та дослідникам краще зрозуміти вплив хвороби на пацієнтів і допомагає в плануванні та оцінці ефективності лікування.
PDQ-39 часто використовується в клінічних дослідженнях та практичній медичній практиці як інструмент для вимірювання результатів лікування та зручності пацієнтів. Цей опитувальник дозволяє отримати об'єктивну оцінку якості життя пацієнтів з хворобою Паркінсона з їх власної перспективи.